# Liste des cavités naturelles les plus longues de la Haute-Saône
La liste des cavités naturelles les plus longues de la Haute-Saône recense, sous forme de tableau(x), les cavités souterraines naturelles connues dans ce département français, dont le développement est supérieur ou égal à deux cents mètres.
La communauté spéléologique considère qu'une cavité souterraine naturelle n'existe vraiment qu'à partir du moment où elle est « inventée » c'est-à-dire découverte (ou redécouverte), inventoriée, topographiée et publiée. Bien sûr, la réalité physique d'une cavité naturelle est la plupart du temps bien antérieure à sa découverte par l'homme ; cependant tant qu'elle n'est pas explorée, mesurée et révélée, la cavité naturelle n'appartient pas au domaine de la connaissance partagée.
La liste spéléométrique des 33 plus longues cavités naturelles de la Haute-Saône (≥ deux cents mètres) est actualisée à fin décembre 2019.
La plus longue cavité souterraine naturelle répertoriée dans le département de la Haute-Saône est « le réseau du Chaland », sur la commune de Arbecey (cf. ligne 1 du tableau ci-dessous).
| \| Histogramme de la répartition des plus longues cavités naturelles de la Haute-Saône par classe de développement -- Les 34 cavités citées fin 2019 sont réparties en 4 classes de développement -- \| \| \| \| \| \| \| \| \| \| \| \| \| \| \| classe I >= 5 000 m 2 cavité[s] \| classe II >= 2 000 m et < 5 000 m 6 cavités \| classe III >= 1 500 m et < 2 000 m 3 cavités \| classe IV >= 200 m et < 1 500 m 22 cavités \| \| |                                 |                                             |                                              |                                            |  |
| Le graphique qui aurait dû être présenté ici ne peut pas être affiché car il utilise l'ancienne extension Graph, désactivée pour des questions de sécurité. Des indications pour créer un nouveau graphique avec la nouvelle extension Chart sont disponibles ici . |                                 |                                             |                                              |                                            |  |
| Histogramme de la répartition des plus longues cavités naturelles de la Haute-Saône par classe de développement -- Les 34 cavités citées fin 2019 sont réparties en 4 classes de développement -- |                                 |                                             |                                              |                                            |  |
| |                                 |                                             |                                              |                                            |  |
| | classe I >= 5 000 m 2 cavité[s] | classe II >= 2 000 m et < 5 000 m 6 cavités | classe III >= 1 500 m et < 2 000 m 3 cavités | classe IV >= 200 m et < 1 500 m 22 cavités |  |

## Cavités de la Haute-Saône (France) de développement supérieur à5 000 mètres
2 cavités sont recensées dans cette « classe I » au 31 décembre 2019.
| Réf. | Cavité (autres noms) | Commune                             | Massif ou zone | Coordonnées (WGS 84)        | Développe. (mètres) | Dénivel. (mètres) | Sources ou références                                                               | Mise à jour |
| ---- | -------------------- | ----------------------------------- | -------------- | --------------------------- | ------------------- | ----------------- | ----------------------------------------------------------------------------------- | ----------- |
| 1    | Réseau du Chaland    | Arbecey                             |                | 47° 44′ 10″ N, 5° 54′ 59″ E | +010 206, m         | +0047, m          | Le Karst Comtois & Eds70 & Jean-Philippe Grancolas & Spelunca n°73 & Spelunca n°113 | 2015-06     |
| 2    | Réseau de la Sapoie  | Villers-sur-Saulnot & Arcey (Doubs) |                | 47° 32′ 22″ N, 6° 38′ 42″ E | +007 400, m         | +0042, m          | Le Karst Comtois & plongeesout.com & Spelunca 103                                   | 2015-06     |

## Cavités de la Haute-Saône (France) de développement compris entre2 000 mètreset4 999 mètres
6 cavités sont recensées dans cette « classe II » au 31 décembre 2019.
| Réf. | Cavité (autres noms)                | Commune               | Massif ou zone | Coordonnées (WGS 84)        | Développe. (mètres) | Dénivel. (mètres) | Sources ou références                                     | Mise à jour |
| ---- | ----------------------------------- | --------------------- | -------------- | --------------------------- | ------------------- | ----------------- | --------------------------------------------------------- | ----------- |
| 3    | Réseau de la Rigotte                | Fouvent-Saint-Andoche |                | 47° 39′ 19″ N, 5° 40′ 09″ E | +004 926, m         | +0019, m          | Le Karst Comtois & la gazette des Tritons N°102.          | 2020-10     |
| 4    | Réseau de Cerre-lès-Noroy           | Cerre-lès-Noroy       |                | 47° 35′ 12″ N, 6° 19′ 02″ E | +004 700, m         | +0035, m          | Le Karst Comtois, plongeesout.com & Sous le Plancher n°11 | 2015-06     |
| 5    | Frais Puits                         | Quincey               |                | 47° 35′ 37″ N, 6° 12′ 18″ E | +004 200, m         | +0041, m          | Le Karst Comtois, plongeesout.com & Sous le Plancher n°13 | 2015-06     |
| 6    | Réseau Trou Pinard - Gouffre Crevat | Vallerois-le-Bois     |                | 47° 33′ 51″ N, 6° 19′ 01″ E | +003 250, m         | +0038, m          | Le Karst Comtois & speleo-mandeure                        | 2018-06     |
| 7    | Grotte de Solborde                  | Échenoz-la-Méline     |                | 47° 35′ 17″ N, 6° 07′ 45″ E | +002 990, m         | +0034, m          | Spéléo-club de Vesoul                                     | 2015-06     |
| 8    | Goule de Captiot                    | Gy                    |                | 47° 23′ 36″ N, 5° 50′ 33″ E | +002 310, m         | +0100, m          | Spéléométrie de la France                                 | 2015-06     |

## Cavités de la Haute-Saône (France) de développement compris entre1 500 mètreset1 999 mètres
2 cavités sont recensées dans cette « classe III » au 31 décembre 2019.
| Réf. | Cavité (autres noms)           | Commune               | Massif ou zone | Coordonnées (WGS 84)        | Développe. (mètres) | Dénivel. (mètres) | Sources ou références                            | Mise à jour |
| ---- | ------------------------------ | --------------------- | -------------- | --------------------------- | ------------------- | ----------------- | ------------------------------------------------ | ----------- |
| 9    | Résurgence du Vannon           | Fouvent-Saint-Andoche |                | 47° 39′ 38″ N, 5° 39′ 13″ E | +001 883, m         | +0033, m          | Le Karst Comtois & la gazette des Tritons N°102. | 2020-10     |
| 10   | Goule du bois de Motey-Besuche | Motey-Besuche         |                | 47° 18′ 52″ N, 5° 39′ 23″ E | +001 650, m         | +0022, m          | plongeesout.com & Sous le Plancher n°13          | 2015-06     |
| 11   | Entonnoir émissif de Jalleu    | Champlitte            |                | 47° 36′ 44″ N, 5° 32′ 06″ E | +001 589, m         | +0041, m          | Le Karst Comtois                                 | 2018-06     |

## Cavités de la Haute-Saône (France) de développement compris entre200 mètreset1 499 mètres
22 cavités sont recensées dans cette « classe IV » au 31 décembre 2019.
| Réf. | Cavité (autres noms)        | Commune                        | Massif ou zone | Coordonnées (WGS 84)        | Développe. (mètres) | Dénivel. (mètres) | Sources ou références                    | Mise à jour |
| ---- | --------------------------- | ------------------------------ | -------------- | --------------------------- | ------------------- | ----------------- | ---------------------------------------- | ----------- |
| 12   | Trou de la Baume            | Scey-sur-Saône-et-Saint-Albin  |                | 47° 40′ 12″ N, 5° 57′ 58″ E | +000885, m          | +0027, m          | Sous le Plancher n°14                    | 2015-06     |
| 13   | Perte de la Vache           | Saint-Remy                     |                | 47° 50′ 02″ N, 6° 07′ 16″ E | +000861, m          | +0016, m          | Spéléo-club de Vesoul                    | 2015-06     |
| 14   | Creux Jean d’Achey          | Filain                         |                | 47° 31′ 52″ N, 6° 09′ 54″ E | +000710, m          | +0021, m          | plongeesout.com & Sous le Plancher n°13  | 2015-06     |
| 15   | Grotte Pelcy                | La Barre & Beaumotte-Aubertans |                | 47° 24′ 51″ N, 6° 10′ 12″ E | +000650, m          | +0010, m          | Spelunca n°93                            | 2015-06     |
| 16   | Réseau du Veuvey            | Calmoutier                     |                | 47° 38′ 24″ N, 6° 16′ 12″ E | +000640, m          | +0023, m          | Spéléométrie de la France                | 2015-06     |
| 17   | Grotte du Carroussel        | Port-sur-Saône                 |                | 47° 43′ 07″ N, 6° 01′ 42″ E | +000570, m          | +0000, m          | Spéléométrie de la France                | 2015-06     |
| 18   | Gouffre de Perfonds de Vaux | Calmoutier                     |                | 47° 38′ 23″ N, 6° 17′ 44″ E | +000550, m          | +0023, m          | Spéléo-club de Vesoul                    | 2015-06     |
| 19   | Font de Baignes             | Baignes                        |                | 47° 35′ 05″ N, 6° 02′ 57″ E | +000475, m          | +0030, m          | Spelunca n°64 & Sous le Plancher n°13    | 2015-06     |
| 20   | Grotte des Équevillons      | Montcey                        |                | 47° 39′ 06″ N, 6° 13′ 23″ E | +000390, m          | +0000, m          | Spéléométrie de la France                | 2000-00     |
| 21   | Font de Champdamoy          | Quincey                        |                | 47° 36′ 43″ N, 6° 11′ 34″ E | +000360, m          | +0055, m          | Le Karst Comtois & Sous le Plancher n°13 | 2000-00     |
| 22   | Gouffre des Trois Fontaines | Gy                             |                | 47° 23′ 02″ N, 5° 50′ 22″ E | +000350, m          | +0000, m          | Spéléométrie de la France                | 2000-00     |
| 23   | Baume d'Échenoz             | Échenoz-la-Méline              |                | 47° 35′ 33″ N, 6° 07′ 47″ E | +000320, m          | +0000, m          | Spéléométrie de la France                | 2000-00     |
| 24   | Perte du Moulin au Maire    | Noroy-le-Bourg                 |                | 47° 37′ 43″ N, 6° 17′ 24″ E | +000290, m          | +0021, m          | Le Karst Comtois                         | 2000-00     |
| 25   | Grotte de Champtourneaux    | Bucey-lès-Gy                   |                | 47° 24′ 38″ N, 5° 51′ 55″ E | +000290, m          | +0000, m          | Spéléométrie de la France                | 2000-00     |
| 26   | Grotte de l'Ermite          | Neuvelle-lès-Cromary           |                | 47° 25′ 08″ N, 6° 02′ 48″ E | +000285, m          | +0087, m          | Le Karst Comtois & Sous le Plancher n°13 | 2000-00     |
| 27   | Fontaine des Dames          | Neuvelle-lès-Cromary           |                | 47° 24′ 59″ N, 6° 03′ 20″ E | +000280, m          | +0000, m          | Spéléométrie de la France                | 2000-00     |
| 28   | Gouffre de la Gaine         | Scey-sur-Saône-et-Saint-Albin  |                | 47° 42′ 00″ N, 5° 59′ 08″ E | +000250, m          | +0055, m          | Spéléométrie de la France                | 2000-00     |
| 29   | Trou du Pin                 | Colombe-lès-Vesoul             |                | 47° 36′ 53″ N, 6° 12′ 08″ E | +000250, m          | +0013, m          | Sous le Plancher n°13                    | 2000-00     |
| 30   | Grotte des Brosses          | Marnay                         |                | 47° 18′ 33″ N, 5° 46′ 20″ E | +000250, m          | +0016, m          | Sous le Plancher n°13                    | 2000-00     |
| 31   | Baume de Fondremand         | Fondremand                     |                | 47° 28′ 51″ N, 6° 01′ 08″ E | +000225, m          | +0004, m          | Sous le Plancher n°13                    | 2000-00     |
| 32   | Grotte de Beaumotte-lès-Pin | Beaumotte-lès-Pin              |                | 47° 19′ 58″ N, 5° 49′ 45″ E | +000220, m          | +0000, m          | Spéléométrie de la France                | 2000-00     |
| 33   | Source du Planey            | Anjeux                         |                | 47° 52′ 42″ N, 6° 13′ 56″ E | +000200, m          | +0032, m          | Sous le Plancher n°13                    | 2000-00     |